# Julián Martínez Villar
Julián Martínez Villar (Llodio, Álava, 25 de octubre de 1870 - San Antonio, Texas,  26 de enero de 1944) fue un pianista, compositor, arreglista y director musical español que desarrolló su carrera entre el País Vasco, México y los Estados Unidos de América.

## Biografía

### Nacimiento, familia y primeros años
Julián Martínez Villar nació en el Valle de Llodio, Álava, el 25 de octubre de 1870, en el seno de la familia formada por el bilbaíno de ascendencia alavesa Julián Martínez de la Hidalga y Abans (1848), músico tamborilero municipal de Orozco (1877-1879) y de Llodio (1879-1903), y la llodiana Juliana de Villar Yzaguirre (1841). Aunque su afición por la música fuera promovida desde la infancia por su padre, parece seguro que se iniciara en el estudio de solfeo y piano junto al entonces organista de la parroquia de San Pedro de Lamuza de Llodio, el vizcaíno Anacleto de Inchaurbe y Bengoechea (Ceánuri, 1811-Llodio, 1889), anteriormente organista de la anteiglesia de San Vicente de Abando, trasladándose luego a la villa de Bilbao en torno al año 1890 para continuar su formación específica.

### Bilbao
Si bien se desconoce todo lo referente a su etapa de formación musical en Bilbao, es probable que Martínez Villar contara con la protección de alguna personalidad vinculada a su lugar de origen que le permitiera continuar o ampliar su formación específica, quizá Dolores de Ussia y Aldama (Llodio, 1844-Madrid, 1913), esposa del segundo marqués de Urquijo al que el pianista dedicaría luego una de sus obras y que además estaba emparentada con su madre. Lo cierto es que en 1892 Martínez Villar se ha convertido ya en un joven pianista cuyas primeras composiciones originales comienza a publicar la editorial musical Casa Dotésio, fundada en Bilbao en 1878: la mazurca para piano El Arenal, el chotis para piano A orillas del Nervión, el zortziko para canto y piano Lejos de Euskaria (todas ellas de marcado carácter costumbrista vasco), la mazurca Judit y la polca pasodoble Los dos amantes. Durante esta época ejerce asimismo de pianista del «Círculo La Amistad» y comienza, a partir de 1893, a impartir clases de solfeo y canto en el «Colegio de Santiago Apóstol» y en la «Fundación Católica de Escuelas y Patronato de Obreros de San Vicente de Paúl» de Bilbao, dirigiendo también el orfeón de la misma y utilizando como metodología educativa una obra propia de teoría musical, Teoría completa del solfeo en preguntas y respuestas, publicada en 1894, año en que asimismo contrae matrimonio en la basílica de Begoña con Pancracia Eusebia (Engracia) Pérez Muzquiz (1869-1901), navarra natural de Obanos con quien tendrá cuatro hijos.
Entre 1896 y 1902 continuará con su labor docente sin dejar de lado la interpretación y la composición, presentando algunas de sus obras a certámenes de música tradicional vasca como el concurso de tamborileros de las Fiestas Euskaras de Mondragón, en el marco de los Juegos Florales de San Sebastián, en el que resultó premiado su zortziko Nere Euskal Errirá! (1896);  participando activamente en calidad de director musical en la serie de peregrinaciones vascas a los santuarios guipuzcoanos de Loyola (1896) y Aránzazu (1897), Roma (1900) y Tierra Santa, Egipto y Roma (1902), todas ellas organizadas por el Patronato de Obreros de Bilbao; formando un sexteto propio con sede en el Gran Café Arriaga e inaugurando su propia academia de música en la villa, Santa Cecilia (1899), en la que fue profesor de piano del pintor Juan de Echevarría Zuricalday o del industrial Víctor Chávarri y Anduiza, futuro marqués de Triano, entre otras personalidades de la burguesía bilbaína. 
A partir de 1902, ya viudo, comienza una relación con la que se convertirá en su segunda esposa y madre de sus otros cinco hijos, Basilisa Riva Pellón (Santander, 1882-San Antonio, EE.UU, 1976), y concurre con éxito al concurso de oposición a profesor de música de las Escuelas Municipales de Bilbao (1903), siendo destinado a la escuela de Concha. Su labor docente prosigue tanto en el ámbito municipal como en el privado sin dejar de lado su actividad creativa como compositor y arreglista, ya que en 1904 se inicia la publicación, por parte de la Casa Dotésio, de los cuatro volúmenes de la colección Álbum de cantos vascongados, una extensa obra compilatoria por entregas que reunió un total de treinta y una piezas, todas ellas canciones populares conocidas que habían sido arregladas por el maestro para su interpretación al piano, y que conformó la gran aportación de Martínez Villar al ámbito de la armonización de la música vasca tradicional. El arreglo para piano y voz del entonces conocido en la región tema popular marinero Boga, boga, mariñela realizado por Martínez Villar e incluido en esta colección parece ser el primero que sobre este se publicó en la historiografía de la música vasca, datándose la armonización para coros que el compositor Jesús Guridi (Vitoria, 1886—Madrid, 1961) hizo del mismo en 1913, es decir, nueve años más tarde.
Su trayectoria profesional en España llega a su fin en 1905, año en el que el Ayuntamiento de Bilbao le concede un permiso con el objeto de ausentarse de la villa para ocupar temporalmente el puesto de director de orquesta del Teatro Principal de la Ciudad de México.

### Ciudad de México, Puebla y Monterrey
Las primeras alusiones a la presencia de Julián Martínez Villar en la Ciudad de México se constatan desde la misma llegada del músico en calidad de director de la orquesta del Teatro Principal en 1905, año en que publica el pasodoble para piano Progreso y libertad, editado íntegramente en Madrid por la Casa Dotésio y dedicado al militar Porfirio Díaz, presidente de México. 
A partir de 1907, tras una breve gira en Cuba, pasa a dirigir el Orfeón del Centro Vasco de México, participando en eventos musicales de toda índole y haciéndose rápidamente un hueco no solo en el contexto de las instituciones vinculadas al asociacionismo de las comunidades de emigrantes y sus descendientes —en especial las diásporas vasca y asturiana, con gran presencia en la ciudad—, sino en la propia buena sociedad mexicana y sus espacios artísticos de referencia. Uno de los acontecimientos más destacados del año fue la velada-concierto que en beneficio de Julián Martínez Villar tuvo lugar en el Teatro Orrín el 25 de octubre, día del trigésimo séptimo aniversario del maestro, y que contó con un variado programa cuajado de actuaciones y colaboraciones. Así, la compañía teatral española dirigida por el actor Francisco Fuentes representó la comedia Las bodas de plata de Manuel Linares Rivas; el quinteto catalán Jordá-Rocabruna interpretó, por su parte, varias piezas de su repertorio, mientras el violoncelista mexicano Luis Zayas ejecutó un Nocturno de Chopin y el aria de la romanza para tenor Una furtiva lagrima, de la ópera L’elisir d’amore de Donizetti, ambas acompañadas al piano por Martínez Villar; los orfeones vasco y catalán cantaron, sumando más de ochenta voces y bajo la dirección del propio homenajeado, el coro pastoril La vendimia de Laurent de Rillé, pasando luego a interpretar por separado varias obras de sus repertorios: el vasco cantó el coro descriptivo a cuatro voces Las tres, del maestro Retana, dirigido asimismo por Martínez Villar, y el catalán Los pescadores, de Anselmo Clavé, por Guillermo Ferrer. La velada se cerró con la interpretación de varias piezas populares por parte del Orfeón Vasco como Goizeko izarra o la ya referida Boga, boga, mariñela.
Ya en 1908 se traslada al estado de Puebla para emplearse como director y concertador del Teatro Guerrero, sito en su capital, circunstancia que debe coincidir con el fin de sus actividades al frente del Teatro Principal y del Orfeón Vasco, y posteriormente reside un tiempo en la ciudad de Monterrey, etapas en las que continúa componiendo y publicando obras. 
Acuciado por la agitación y la convulsa inestabilidad generada por la Revolución mexicana, el maestro se traslada progresivamente hacia el norte y toma finalmente la determinación de instalarse en la ciudad texana de Laredo en 1914.

### Laredo y San Antonio, Texas
Ya en los Estados Unidos, el maestro asume el cargo de director y pianista de la Royal Orchestra de Laredo, retoma su labor docente y participa en eventos musicales y conciertos de amplios y variados programas clásicos y contemporáneos, algunos de ellos ofrecidos junto a sus alumnos en el Latin-American Club de Laredo o apoyados por otros músicos reconocidos. Con posterioridad, tras un período junto a su orquesta en el Nueces Hotel de Corpus Christi, inicia un contrato laboral con el Teatro Strand (1916) y frecuentemente acompaña al piano a otros artistas.
En 1918 destaca la publicación de dos piezas, las primeras de su etapa norteamericana: la marcha tejana para piano y voz The Texans are ready (con letra de J. W. Falvella), cuya temática se enmarca en el contexto de la entrada de los Estados Unidos en la Primera Guerra Mundial (1914-1918), y la marcha para piano de neta inspiración hispana El mantón de Manila. 
Entre 1919 y 1923 continúa inmerso en diversas actuaciones y actividades profesionales, ejerce de organista en la catedral de San Agustín de Laredo e inicia asimismo su pertenencia al recién formado «Consejo de Laredo» de los Caballeros de Colón. Su definitivo traslado a la ciudad texana de San Antonio, sede del Condado de Bexar, tiene lugar en 1924. A partir de entonces forma parte tanto de la Palace Orchestra como de la Aztec Symphony Orchestra en calidad de pianista. En torno a 1931 forma un nuevo sexteto y prosigue en su labor de director de orquesta en numerosas veladas y conciertos, muchos de ellos organizados por la colonia mexicana en Texas.
Julián Martínez Villar falleció el 26 de enero de 1944 en la casa número 2607 de la West Travis Street de San Antonio, a los setenta y tres años. Sus restos reposan en el San Fernando Cemetery de San Antonio junto a los de su segunda esposa.
En noviembre de 2019, en el marco de un proyecto de recuperación de su figura y su obra, su localidad natal le brindó un homenaje con motivo de la presentación de una monografía biográfica y un disco con una selección inédita de sus temas para piano y canto, grabado por el pianista Antonio Oyarzábal y la soprano Ariadna Martínez en la Sociedad Coral de Bilbao bajo el sello discográfico Arsis, y publicados por la Cofradía de San Roque de Llodio y la Diputación Foral de Álava con el apoyo de la Fundación Vital y el Ayuntamiento de Llodio.

## Obra
Elaborar una relación completa y definitiva de las obras y arreglos originales realizados por el maestro Martínez Villar a lo largo de su carrera musical entre el España y América resulta difícil. No obstante, más allá de las partituras que fueron publicadas por casas editoriales como Dotésio —reconvertida luego en Unión Musical Española—, José de Astuy, Litografía Bilbaína, Viuda de Ablanedo e Hijo o Wagner y Levien, cuyas ediciones se conservan en distintos soportes, archivos, bibliotecas o catálogos digitales, el rastreo de las fuentes hemerográficas y bibliográficas en busca de su presencia y su participación en diversas actividades relacionadas con la música o en el ejercicio de la misma en calidad de intérprete, director, creador o docente han posibilitado rescatar del olvido algunos datos relativos a otras obras de su autoría —o claramente atribuibles a ella—, inéditas o no incluidas antes en los repertorios disponibles, reflejo tanto de su personalidad, intereses, necesidades y anhelos, como de la identidad, la multiculturalidad, las circunstancias históricas, políticas o sociales y las modas inherentes a cada lugar y cada época.
El nombre adoptado por el propio Martínez Villar en el ámbito personal y profesional fue, progresivamente, variando de forma en el espacio y en el tiempo, y de la misma manera, en las fuentes que han referenciado su figura o catalogado sus creaciones en distintas épocas y lugares —tanto en vida del músico como posteriormente— se hallan frecuentemente diferentes versiones del mismo o de sus siglas: Julián Martínez Villar, Julián Martínez V., Julián Mtz. Villar, Julián M. Villar, Julián Martínez del Villar, Julián M. del Villar o Julián M. de Villar, entre otras. 
La relación de obras, arreglos y colaboraciones conocidas actualmente ofrece una visión ilustrativa y en cualquier caso aproximada tanto de la cantidad como la diversidad de géneros producidos por el maestro vasco durante más de cincuenta años de ininterrumpida dedicación a la música entre dos continentes y dos siglos.